# 鹿兒島中央站
鹿兒島中央站（日语：／ Kagoshima-chūō eki */?）是一個位於日本鹿兒島縣鹿兒島市中央町、屬於九州旅客鐵道（JR九州）的鐵路車站，2004年以前稱西鹿兒島站。本站是新幹線最南的車站。
除了JR九州所使用的車站本體之外，在站前廣場上，還可以見到隸屬於鹿兒島市交通局的路面電車車站，鹿兒島中央車站前停留場（鹿児島中央駅前停留場）。

## 車站構造

### JR九州

#### 站房
現時設有交通廣場的東口（櫻島口）以及靠向JR鹿兒島酒店方的西口。車站大堂位於二樓，較多人使用的方法是從東口、「Amu Plaza鹿兒島Premium館」旁的扶手電梯至二樓大堂。

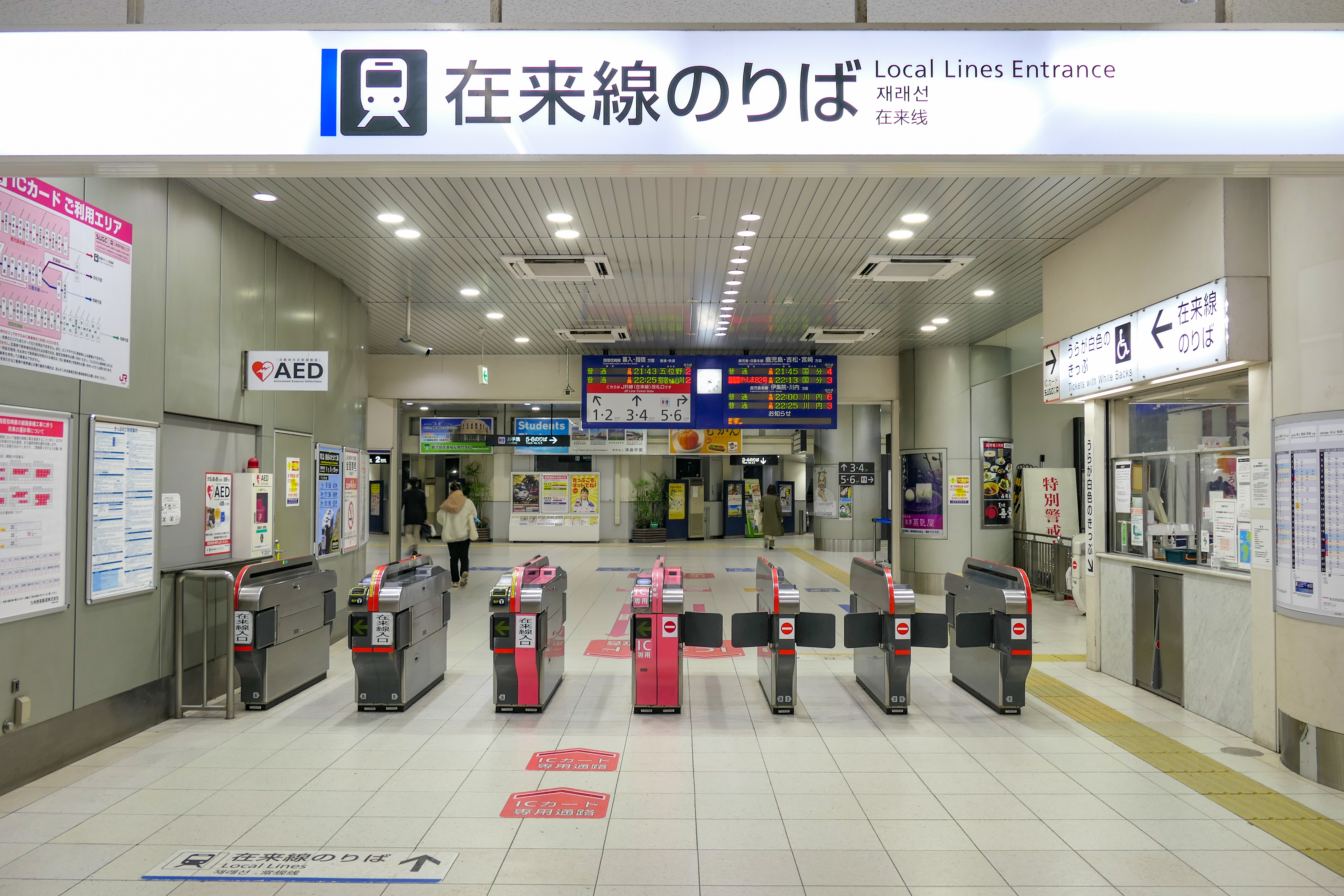
在來線檢票口（2022年1月）
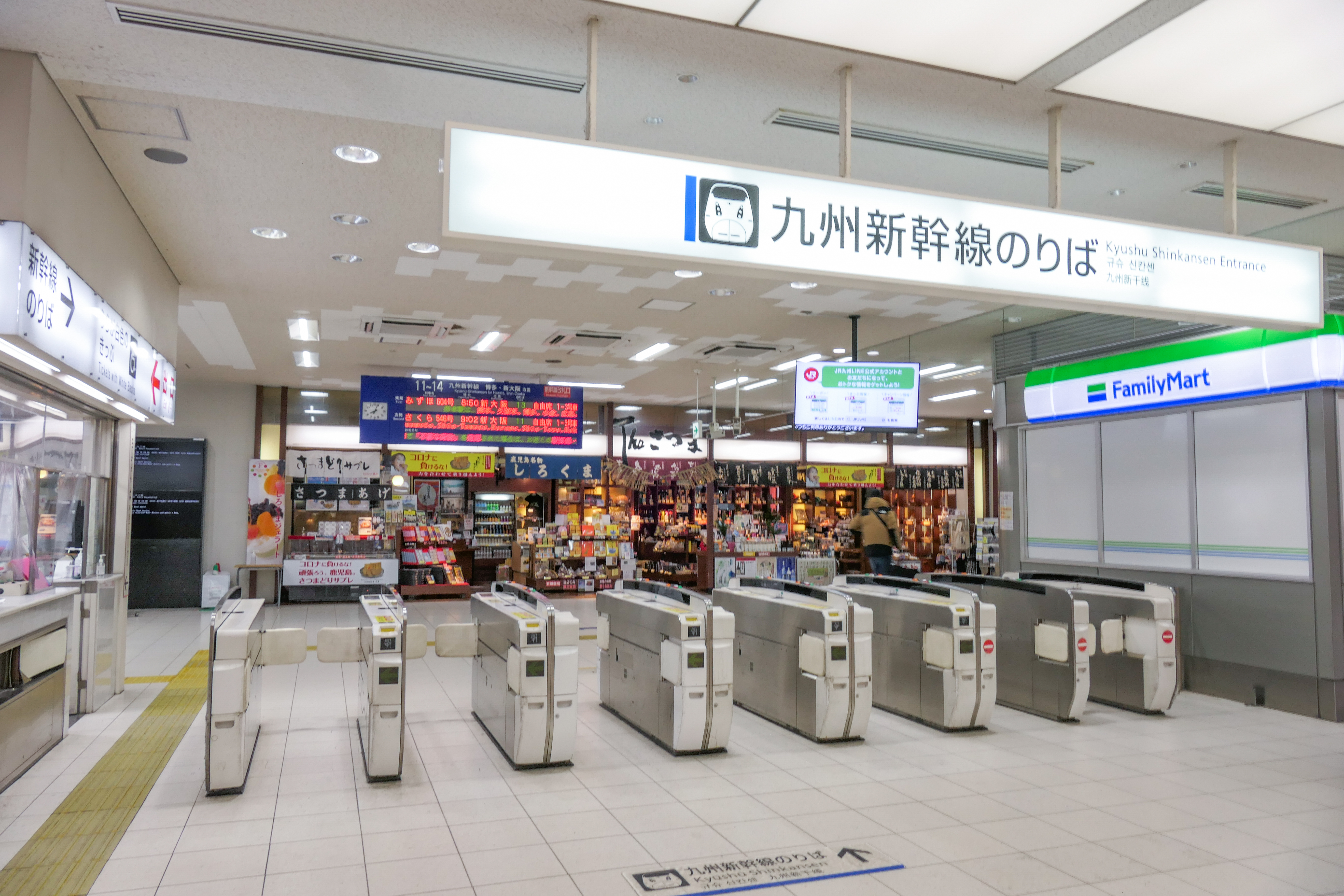
新幹線檢票口（2022年1月）
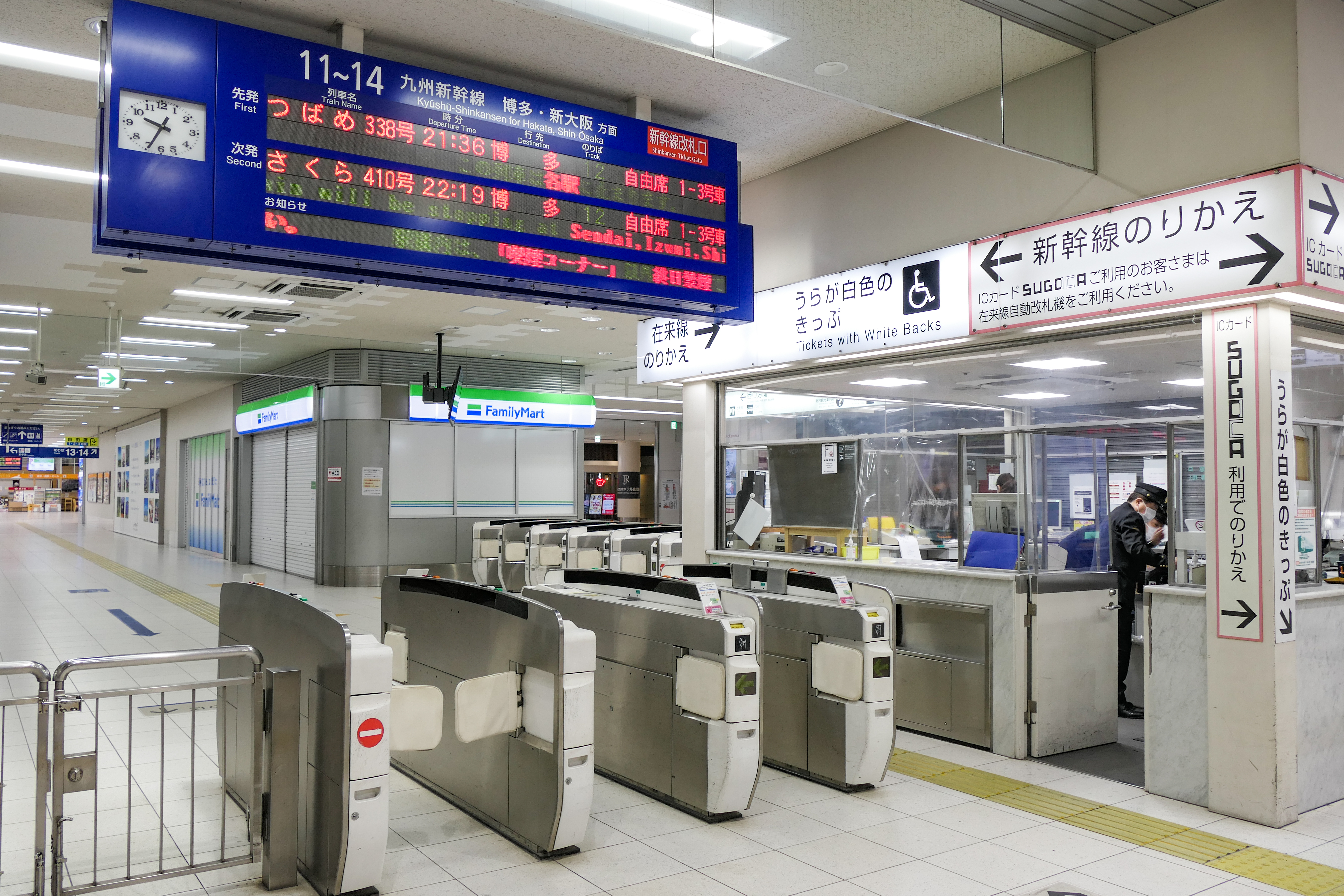
新幹線乗換檢票口（2022年1月）
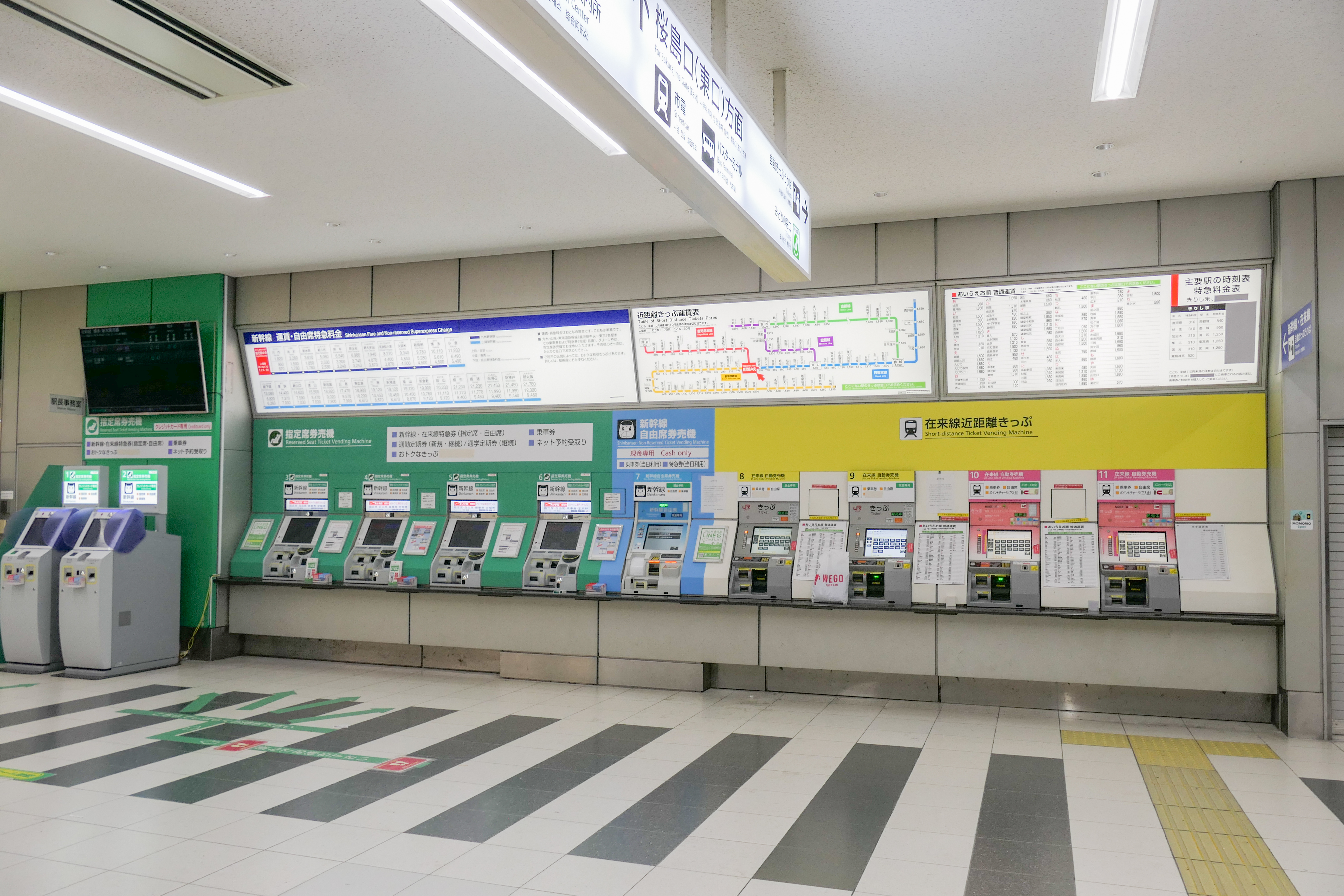
自動售票機（2022年1月）
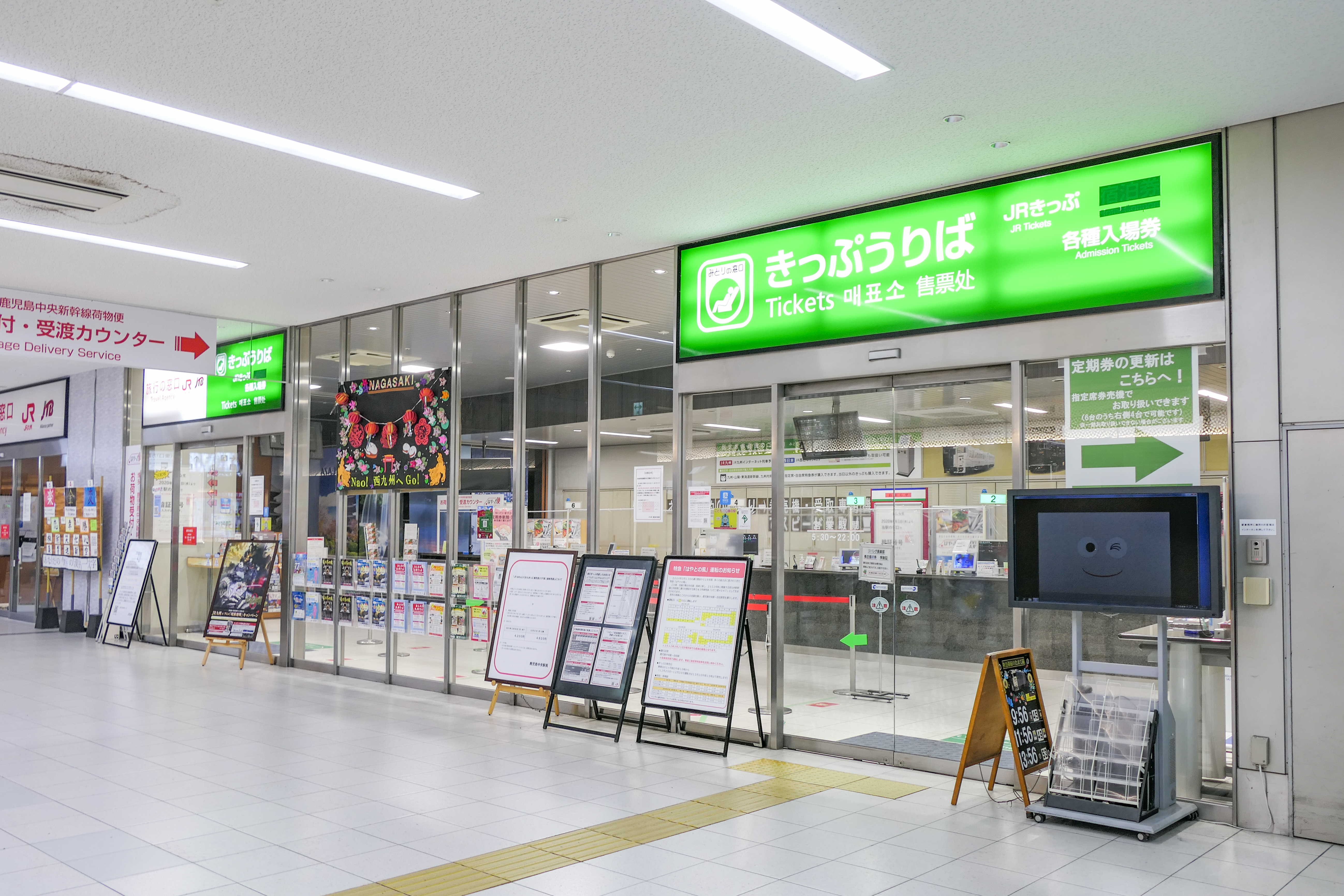
綠色窗口（2022年1月）

#### 周邊
建造時的第一座車站大樓是鹿兒島站使用的木製車站大樓的搬遷。
2004年9月17日，當時為最大的Amu Plaza在鹿兒島中央站建成開業。在鹿兒島中央站建造車站大樓的計劃出現在昭和40年代左右（1965-74年），1984年，鹿兒島市和當時的日本國鐵委員會宣佈了重建概念，在國家鐵路的分割和私有化之後，於1990年JR九州和曾打算與當地百貨公司「山形屋」推出聯合開店概念，「JR九州山形屋」將會成為核心租戶，但由於經濟狀況等原因，有關建議被撤回，最終沒有實現，JR九州亦決定開設自己的商店。
2010年2月，為了迎接次年九州新幹線的開通，車站大廳進行了擴建，鹿兒島Friesta進行了更新。而為興建新大樓，2012年5月，宣佈將拆除櫻島出口的大樓梯。大樓梯是與1996年6月完工的第三代站房一起建造的，寬36米，深20米，高7米，原址後來建成為「Amu Plaza鹿兒島Premium館」。2023年再在西口建成「JR鹿児島中央大廈」，這次山形屋亦在此開設了旗下的超級市場「山形屋Store」。 

#### 命名
在2003財政年度，決定開通新八代站和西鹿兒島站之間的九州新幹線（鹿兒島路線），與此同時，西鹿兒島站站名遴選委員會於2002年8月徵集了新的站名，結果如下
| 順位 | 候補站名     | 票數 | 備考     |
| ---- | ------------ | ---- | -------- |
| 1    | 鹿兒島中央站 | 735  | 採用     |
| 2    | 新鹿兒島站   | 535  |          |
| 3    | 鹿兒島站     | 338  |          |
| 4    | 西鹿兒島站   | 68   | 現狀維持 |

除了上述站名外，還有薩摩站、薩摩站、鹿兒島中央站、櫻島站、薩摩鹿兒島站、新鹿兒島站等提案。
除了更改名稱的提案外，還提出了維持西鹿兒島站現狀的提案，但由於公開招募，排名第一的「鹿兒島中央站」在第二屆西鹿兒島站站名稱評選委員會中被採用為新站名，並且隨著新幹線的開通，決定將名稱更改為鹿兒島中央站。
2004年3月13日，九州新幹線在新八代站和鹿兒島中央站之間開通，同時，西鹿兒島站更名為鹿兒島中央站，同時，鹿兒島市鐵路的西鹿兒島站更名為鹿兒島中央站。 此外，西鹿兒島站站名更名推進委員會向JR九州提供了6600萬日元的站名變更費用。

#### 月台配置
在來線以南北方向鋪設，島式月台3面6線的高架車站，新幹線位於正上方直角的線形鋪設的島式月台2面4線的高架車站（3樓）。
在來線的特急列車一般從3至6號月臺到達和離開。至於普通列車，除了指宿幕崎線專用的1號月臺外，其餘線路也會使用所有月臺。3-6號月臺各月臺均配備交通IC卡非指定座席限急自動售票機，而1-6號月臺各月臺均配備交通IC卡收費機。
從九州新幹線開通到2019年3月15日，常規線路的末班車在所有線路上同時發車，中途曾有改動，但在2021年3月13日起，全線再次同時發車。截至2023年3月16日，常規線路的末班車於23:35發車。
九州新幹線開業前仍保存舊1號月臺，鹿兒島本線、日豐本線、指宿枕崎線的所有列車都可以發車和到達，並且有專門用於指宿枕崎崎線的0號月臺（即現1號月臺）。截至2012年，舊址被用作相鄰停車場的人行道，但仍有安裝平臺時的遺跡。
| 月台       | 路線        | 目的地                       | 備註               |
| ---------- | ----------- | ---------------------------- | ------------------ |
| 在來線月台 |             |                              |                    |
| 1          | ■指宿枕崎線 | 谷山、喜入、指宿方向         |                    |
| 2 - 4      | ■日豐本線   | 鹿兒島、隼人、吉松、宮崎方向 | 包括肥薩線直通列車 |
| 2 - 4      | ■鹿兒島本線 | 伊集院、串木野、川內方向     |                    |
| 2 - 4      | ■指宿枕崎線 | 谷山、喜入、指宿方向         |                    |
| 5・6       | ■日豐本線   | 鹿兒島、隼人、吉松、宮崎方向 | 包括肥薩線直通列車 |
| 5・6       | ■鹿兒島本線 | 伊集院、串木野、川內方向     |                    |
| 新幹線月台 |             |                              |                    |
| 11－14     | 九州新幹線  | 博多、新大阪方向             |                    |

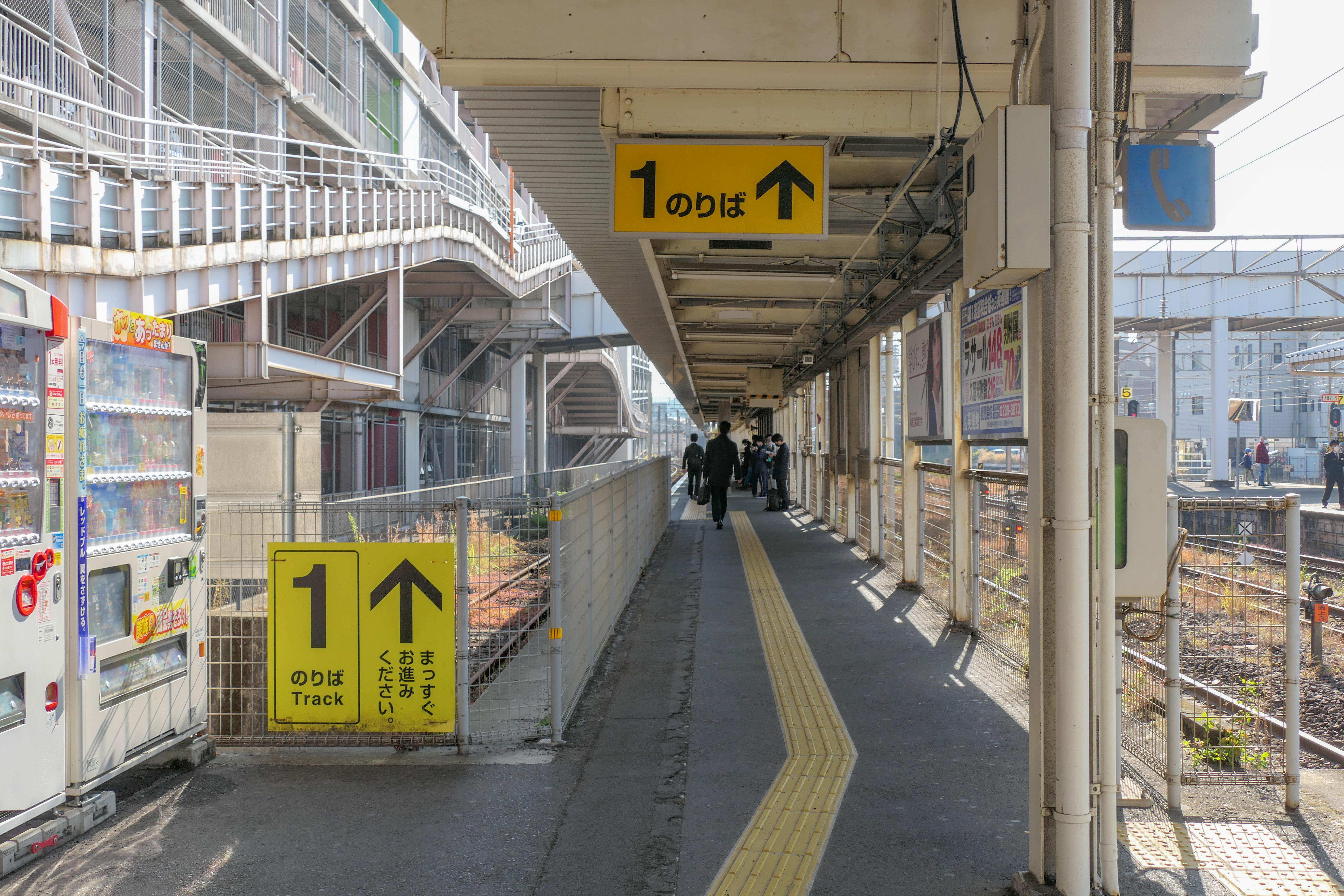
1號月台（2022年1月）
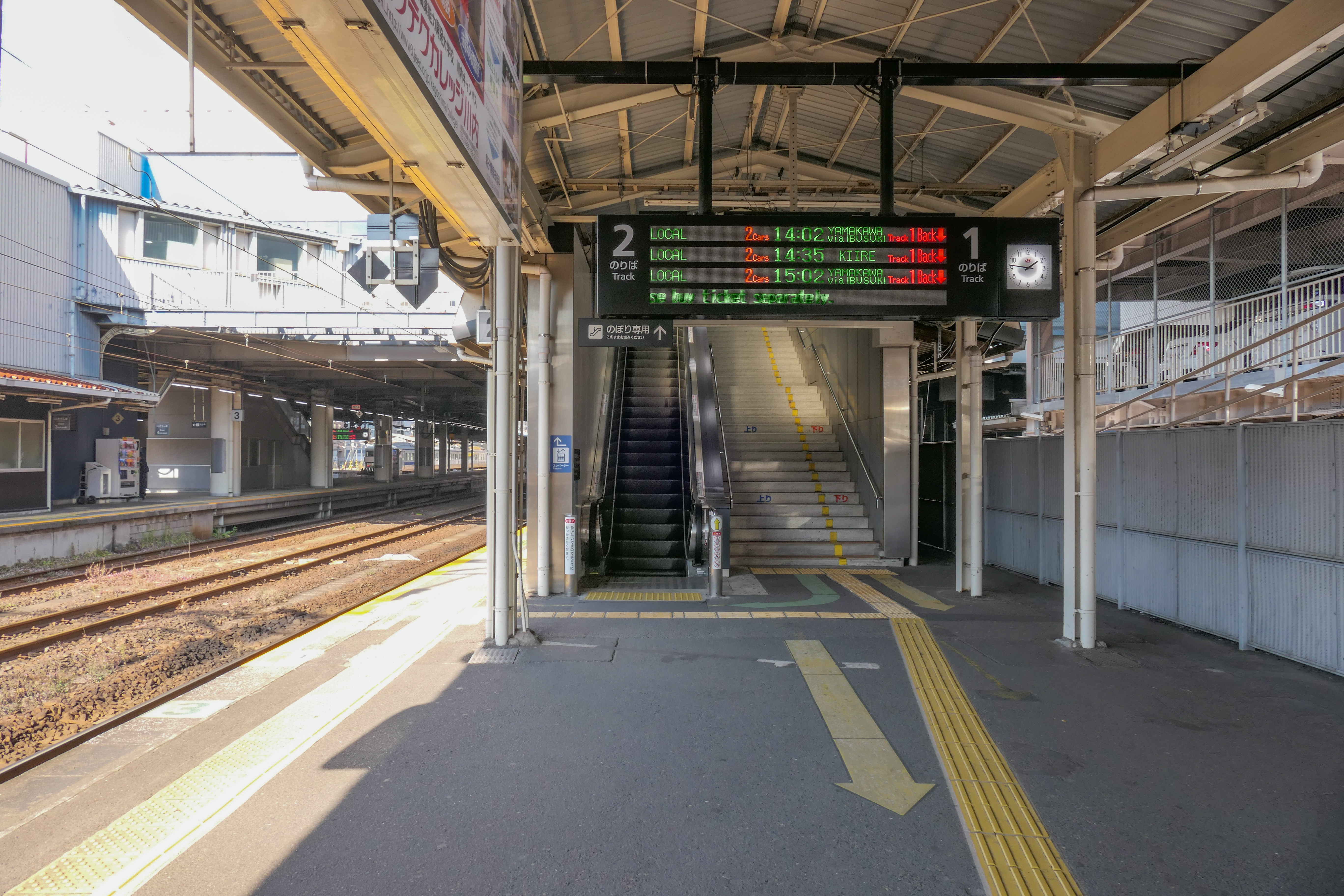
2號月台（2022年1月）
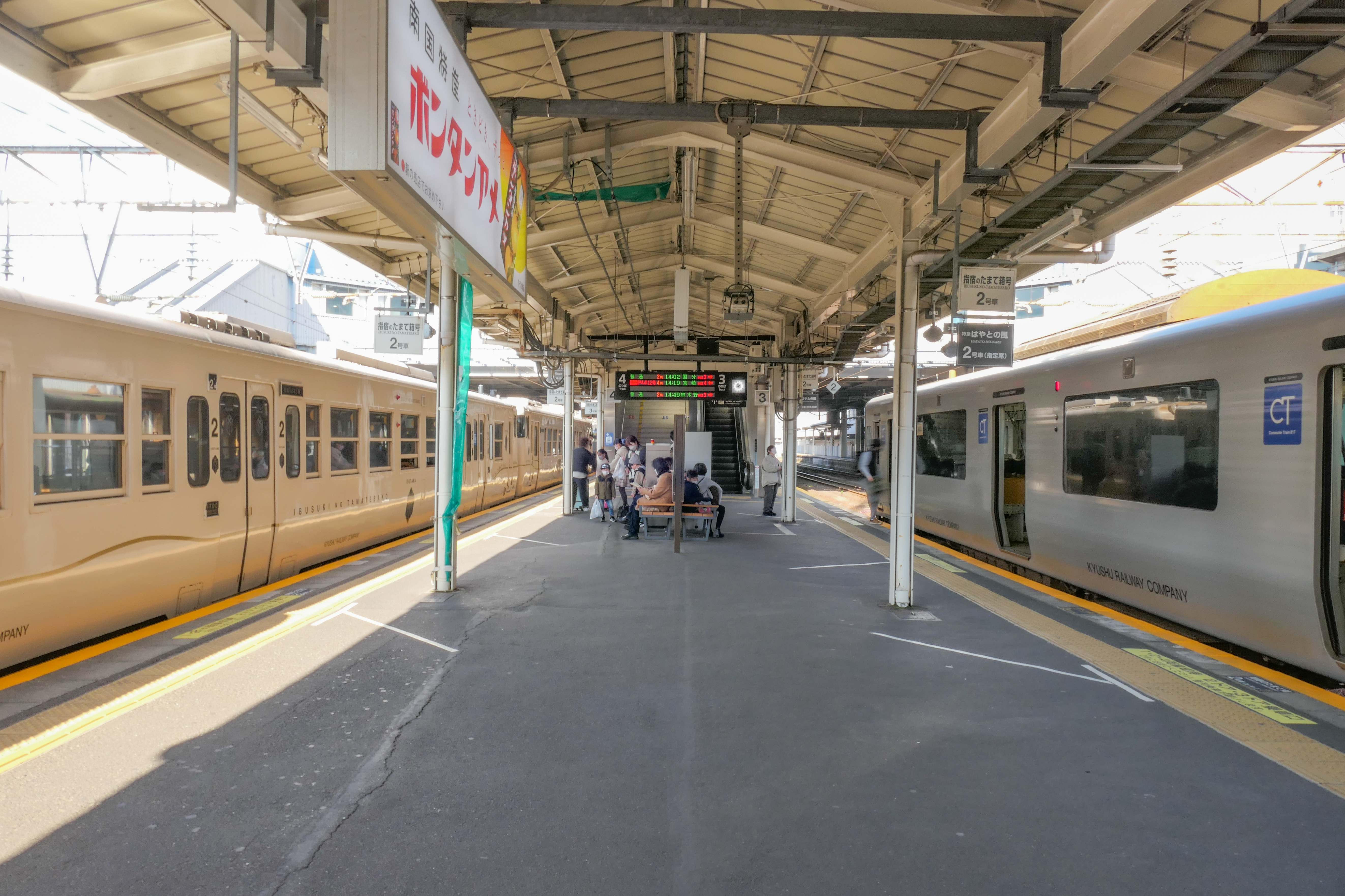
3・4號月台（2022年1月）
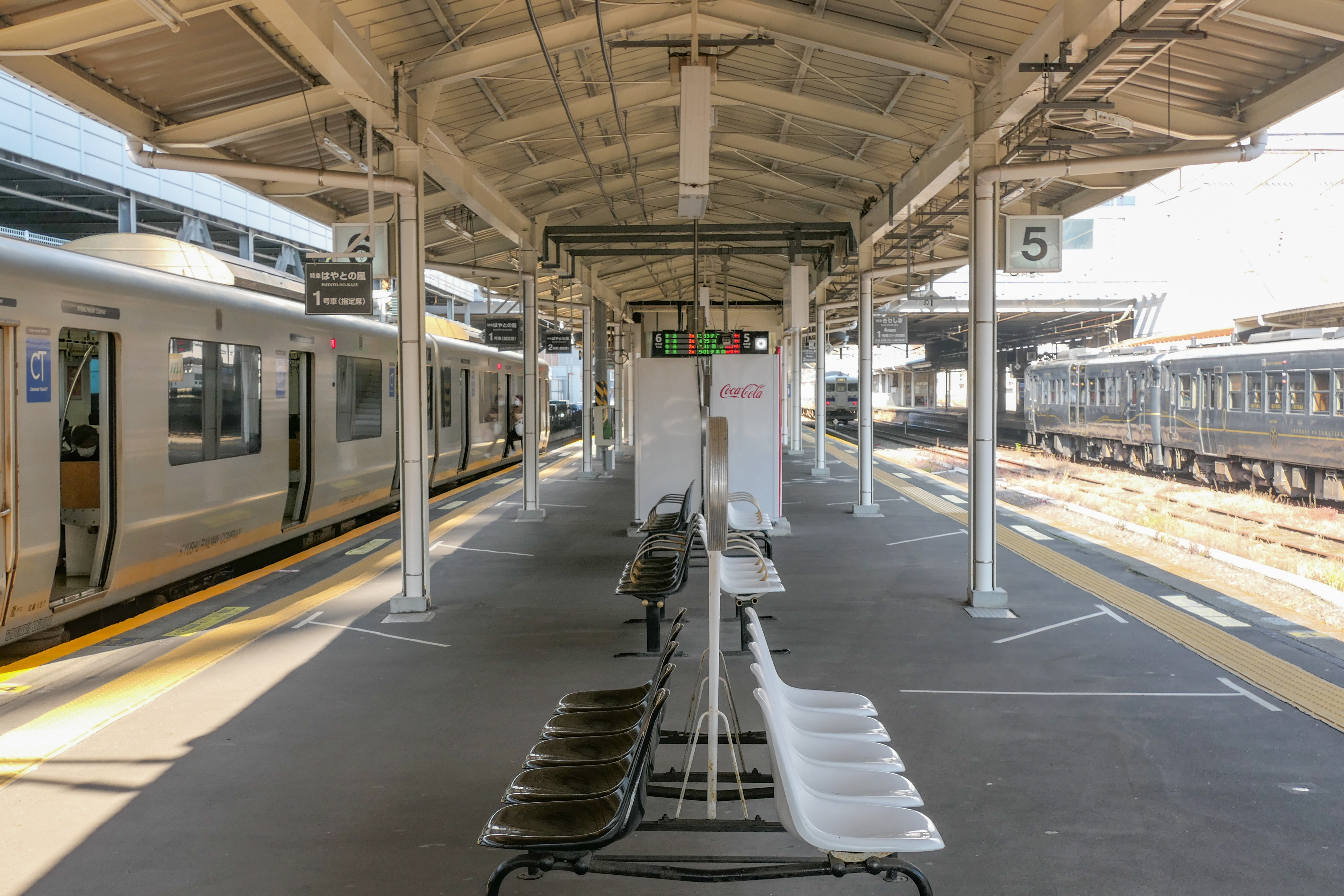
5・6號月台（2022年1月）
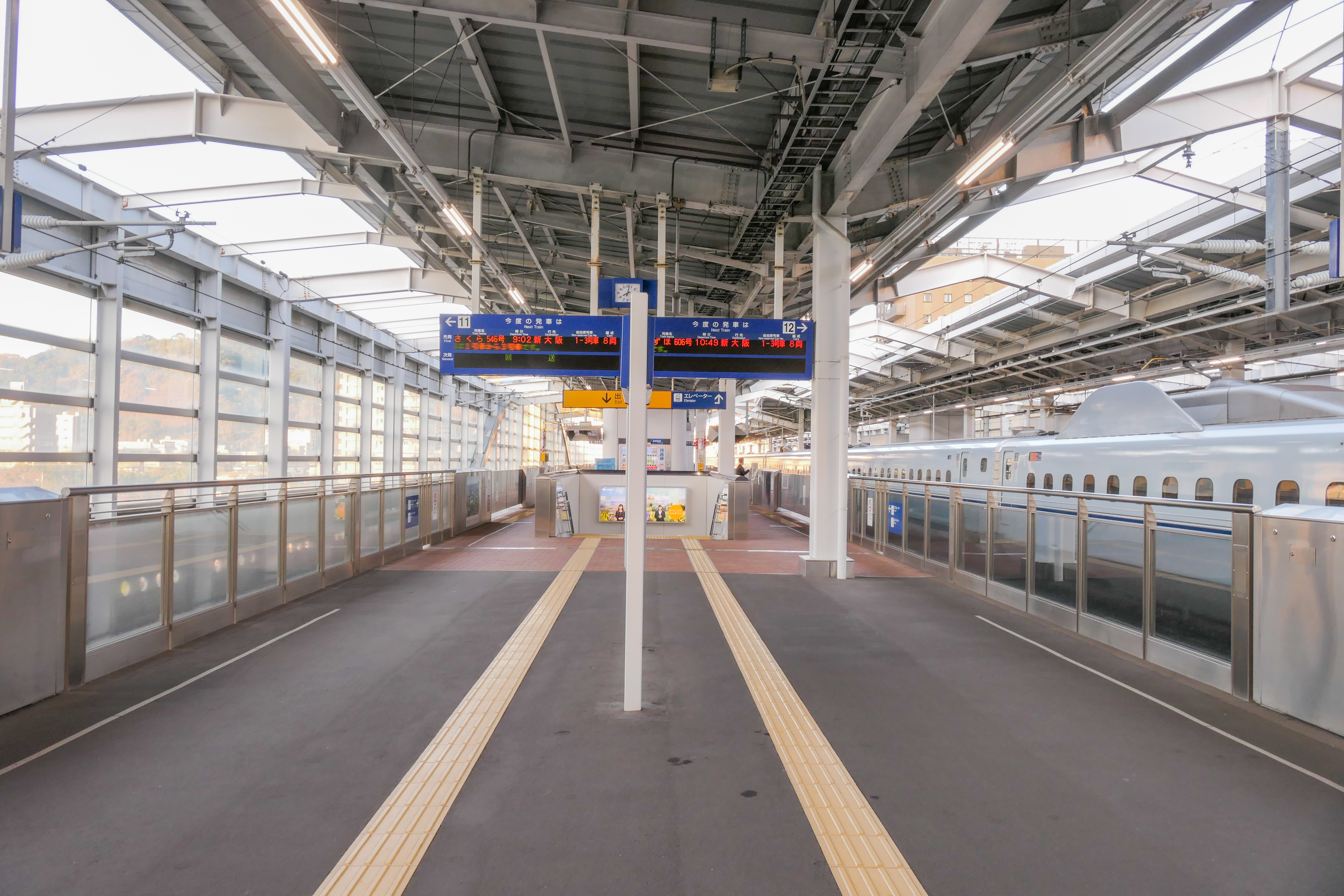
11・12號月台（2022年1月）
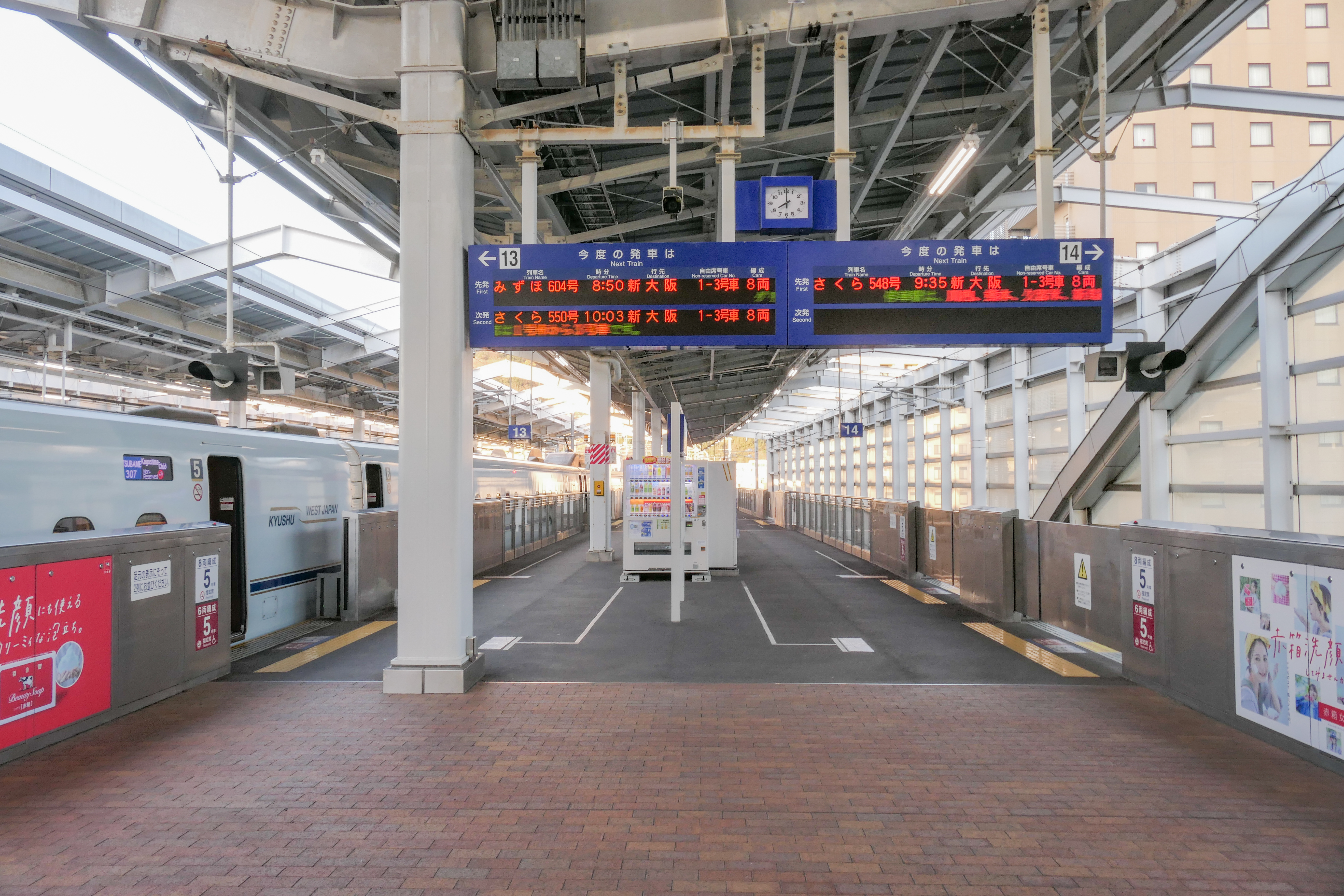
13・14號月台（2022年1月）
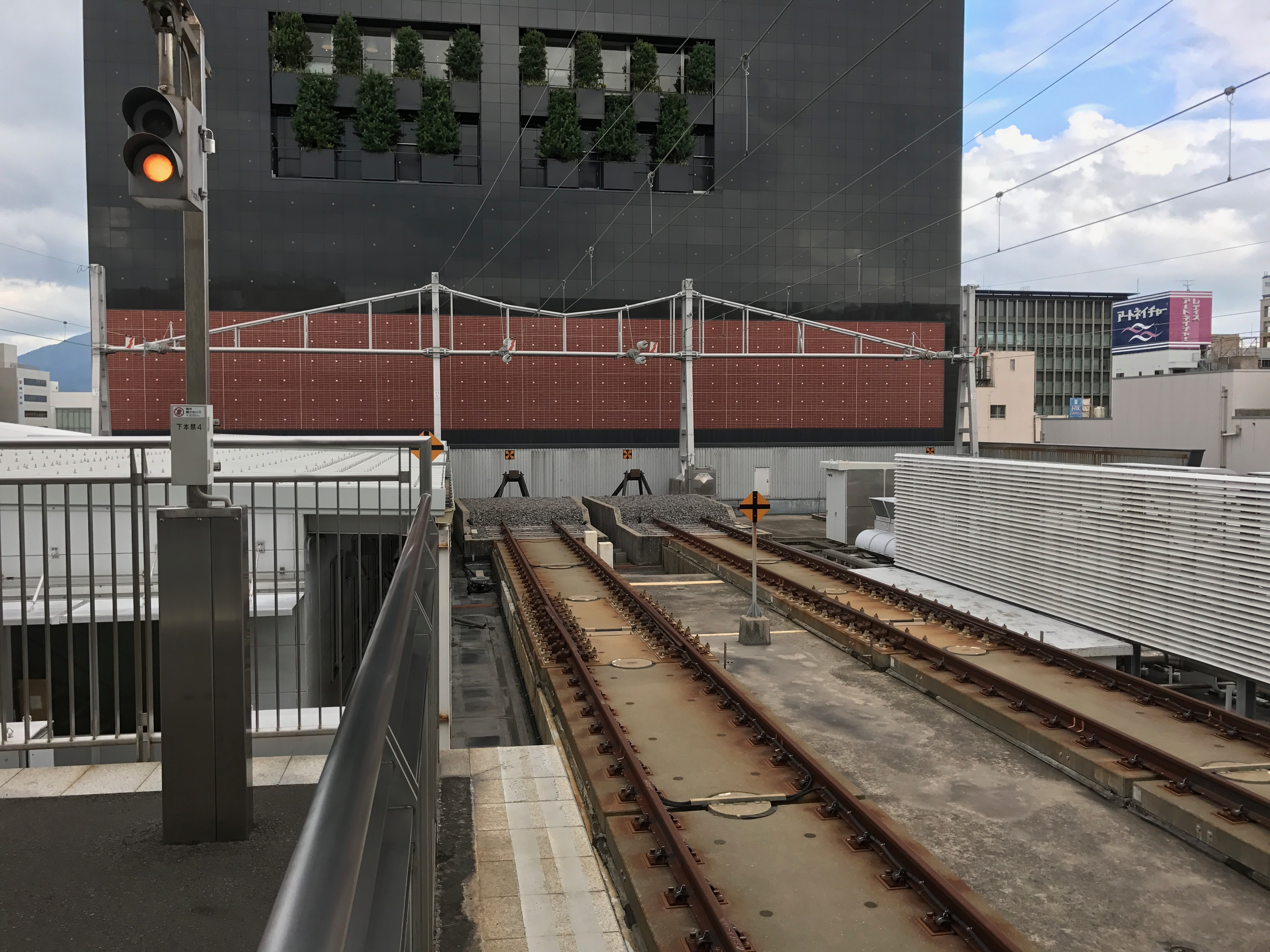
新幹線日本最南端的線路（2016年9月）

#### 歷史
- 1913年10月11日：鐵道院川內線武站開設[2][3][4]。
- 1927年10月17日：川内本線（亦稱：海岸線）八代站～鹿兒島站全通，改編至鹿兒島本線，改稱為西鹿兒島站[5][6][3][7]。
- 1930年12月7日：指宿線（現指宿枕崎線）西鹿兒島站～五位野站間開業[8]。
- 1945年6月17日：站房於鹿兒島大空襲（日语：鹿児島大空襲）中被炸燒毀[9][4]。
- 1959年4月：增設西口[10]。
- 1967年3月7日：站內施工現場發生火警，車站大堂天花及屋頂被燒毀[11]。
- 1971年：優等列車發差着由鹿兒島站改為本站，承繼中心車站功能[9]。
- 1987年4月1日：國鐵分割民營化下由九州旅客鐵道（JR九州）承繼[12]。
- 1992年10月17日：第3代站房動工[13]。
- 1996年6月19日：第3代站房完工[14][15]。9月下旬起第二代站房開始拆卸。
- 2002年：

- 9月2日：改稱為「鹿兒島中央站」。
- 12月7日：增設自動入閘機。

- 2004年：

- 3月13日：九州新幹線新八代站～本站開業。
- 9月17日：車站大樓「Amu Plaza鹿兒島」開業。

- 2009年1月31日：因擴建站房，西口「Sun Friesta」結束營業。
- 2010年：

- 2月：站房由原來赤紅色改塗為黑色（車站站名字體由銀色改為金色）。
- 2月18日：Fristea於擴建站房內重新開業。

- 2011年3月12日：隨九州新幹線全線開業，往新大阪的「瑞穗」「櫻」列車投入服務。在來線最終列車於同一時間同時發車（23時54分）。
- 2012年12月1日：可以使用IC卡「SUGOCA」[21]。

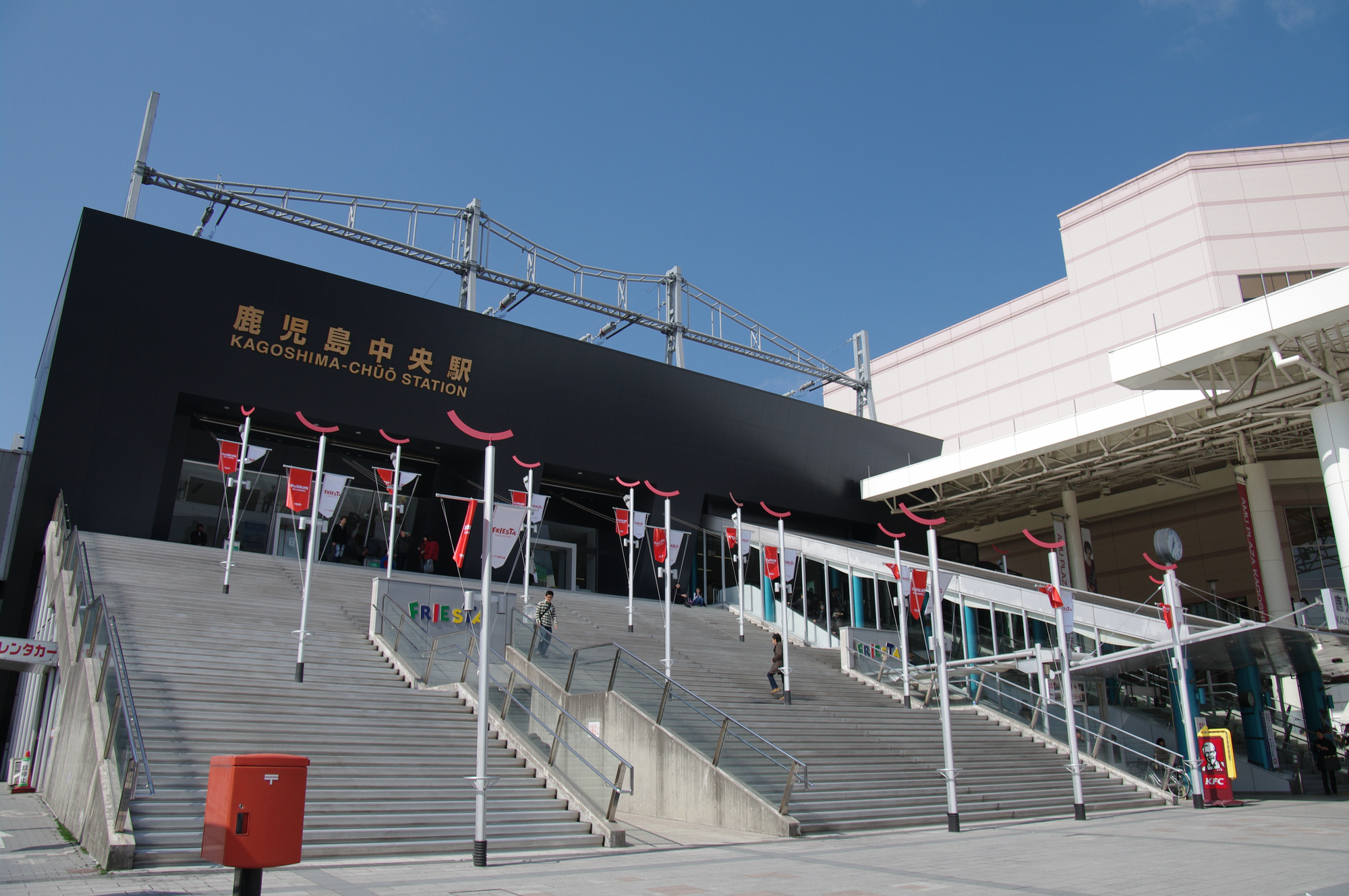
己拆去的東口大樓梯（2010年2月）

- 2013年6月10日：車站廣場外的大樓梯開始拆去。
- 2014年:

- 9月26日：原大樓梯位置改建而成的車站大樓「Amu Plaza鹿兒島Premium 館」開業。
- 10月14日：「Friesra鹿兒島」改稱「站町1丁目鹿兒島」（えきマチ1丁目鹿児島）。

- 2019年4月1日：「站町1丁目鹿兒島」再改名為「薩摩町鹿兒島中央站 土產橫丁、食通橫丁」。
- 2021年10月3日：連接「Amu Plaza鹿兒島Premium館」及「鹿兒島中央Tower」間的行人連接通道開始供用[24]。
- 2023年4月14日：JR鹿兒島中央大廈竣工，其商業設施部份稱為「AMU WE」。

#### 利用狀況
資料來自鹿兒島縣統計年鑑及JR每年公布的首300名車站乘車人數。
| 年度 | 1日平均 乘車人數 | 1日平均 上落人數 | 1日平均 新幹線乘車 | 1日平均 新幹線上落 |
| ---- | ---------------- | ---------------- | ------------------ | ------------------ |
| 2003 | 14,639           | 29,175           |                    |                    |
| 2004 | 17,030           | 33,744           |                    |                    |
| 2005 | 17,318           | 34,316           |                    |                    |
| 2006 | 17,367           | 34,413           |                    |                    |
| 2007 | 17,322           | 34,414           |                    |                    |
| 2008 | 17,283           | 34,208           |                    |                    |
| 2009 | 17,342           | 34,345           |                    |                    |
| 2010 | 17,934           | 35,490           |                    |                    |
| 2011 | 20,037           | 39,738           |                    |                    |
| 2012 | 19,972           | 39,556           |                    |                    |
| 2013 | 20,448           | 40,550           |                    |                    |
| 2014 | 19,926           | 39,516           | 5,513              | 10,994             |
| 2015 | 20,153           | 39,978           | 5,659              | 11,291             |

| 年度 | 1日平均 乘車人數 |
| ---- | ---------------- |
| 2016 | 19,842           |
| 2017 | 20,597           |
| 2018 | 20,834           |
| 2019 | 20,271           |
| 2020 | 14,013           |
| 2021 | 14,895           |
| 2022 | 17,321           |
| 2023 | 19,437           |

### 鹿兒島市電

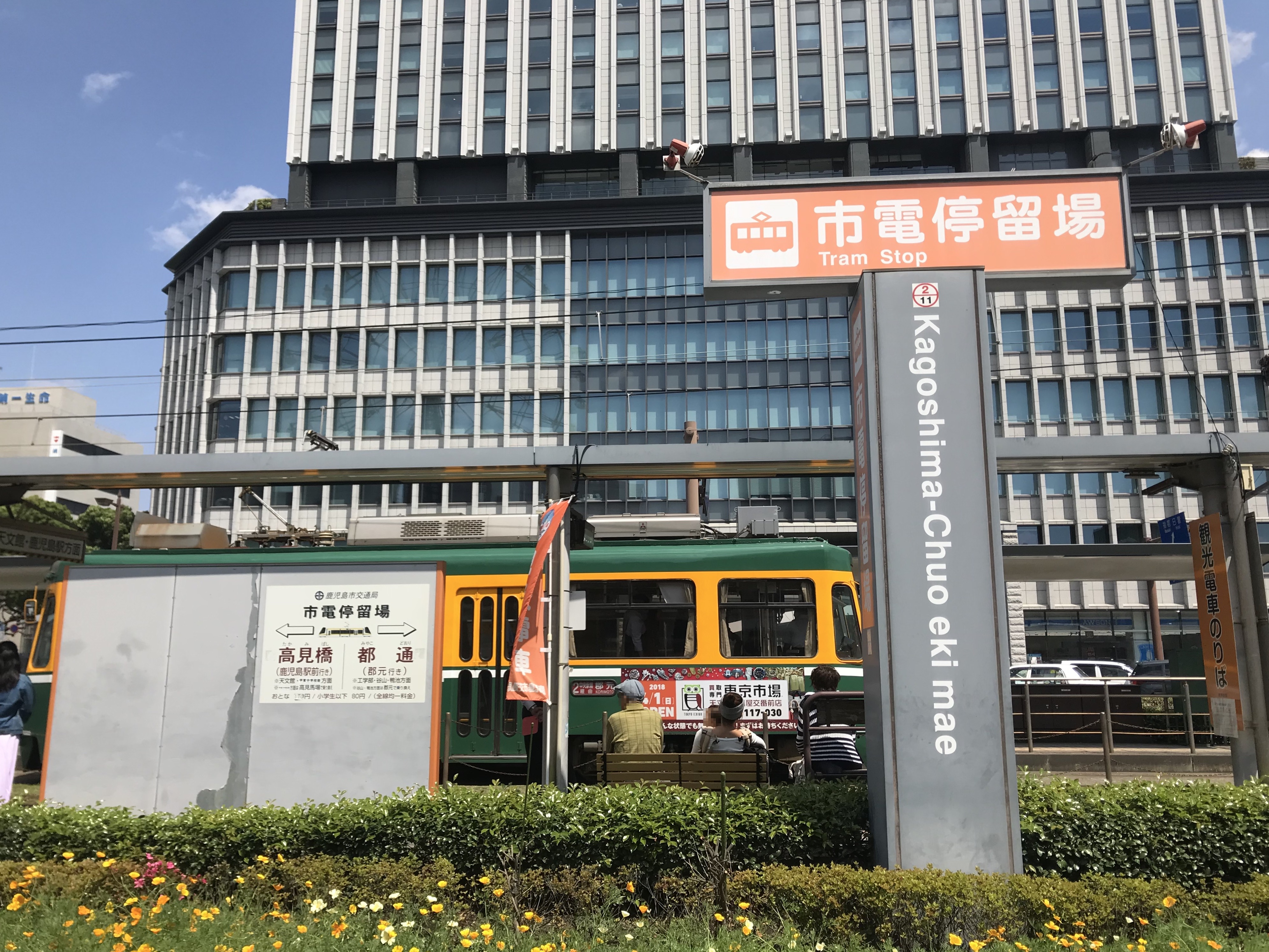
車站標牌(2018年5月)

鹿兒島市電的車站位於地面，2004年九州新幹線開業時JR站前廣場，其中鹿兒島站方向的月台位於JR廣場最外端，與站前廣場的行人道相連，乘客可以沿路直接前往JR車站，至於往郡元方向的月台，亦可利用末端的平交道橫渡至對面月台後前往。

#### 月台配置
設有兩個側式月台，長度約為20米，但部份位置並不使用，所以實際有效長度只能容納一輛電車停靠。全月台均設有上蓋，亦設有斜道至平交道、再橫越路軌至對面月台，符台符合無障礙空間標準。
月台沒有標示月台編號，只有標示前往方向。
| 月台                         | 路線   | 方向 | 目的地       |
| ---------------------------- | ------ | ---- | ------------ |
| 東側（近鹿兒島中央總站大廈） | ■2號線 | 下行 | 郡元方向     |
| 西側（近站前廣場）           | ■2號線 | 上行 | 鹿兒島站方向 |

### 歷史
- 1915年12月17日：鹿兒島電氣軌道（現鹿兒島市交通局）開設武站前站[18]。
- 1928年：

- 8月7日：跟隨鐵道省的新名稱，改稱為「西鹿兒島站前站」。

- 1950年10月1日：鹿兒島市電唐湊線本站～中洲通開業。
- 2004年：

- 1月11日：西鹿兒島站前站移往站前廣場內。
- 3月13日：因應九州新幹線開業，跟隨JR站名改稱為「鹿兒島中央站前站」。

## 相鄰車站
九州旅客鐵道（JR九州）
九州新幹線
川內－鹿兒島中央
■ 鹿兒島本線
■普通
廣木－鹿兒島中央－（少部份會直通■ 日豐本線）鹿兒島
■ 日豐本線（鹿兒島－此站為鹿兒島本線）
■特急「霧島」、■普通
鹿兒島－鹿兒島中央
■ 指宿枕崎線
■觀光特急「指宿之玉手箱」
鹿兒島中央 - 指宿
■快速「菜花」、■普通
鹿兒島中央－郡元
鹿兒島市交通局
■鹿兒島市電2系統
高見橋－鹿兒島中央站前－都通

### 統計資料
1. ↑  駅別乗車人員上位300駅（2016年度） （页面存档备份，存于），JR九州。
2. ↑  駅別乗車人員上位300駅（2017年度） （页面存档备份，存于），JR九州。
3. ↑  駅別乗車人員上位300駅（2018年度） （页面存档备份，存于），JR九州。
4. ↑  駅別乗車人員上位300駅（2019年度） （页面存档备份，存于），JR九州。
5. ↑  駅別乗車人員上位300駅（2020年度） （页面存档备份，存于），JR九州。
6. ↑  駅別乗車人員上位300駅（2021年度） （页面存档备份，存于），JR九州。
7. ↑  駅別乗車人員上位300駅（2022年度） （页面存档备份，存于），JR九州。
8. ↑  駅別乗車人員上位300駅（2023年度） （页面存档备份，存于），JR九州。

## 外部連結
- JR九州－鹿兒島中央車站（页面存档备份，存于）（日語）
- 鹿兒島市交通局（日語）（英文）（简体中文）（繁體中文）

31°35′1″N 130°32′29″E / 31.58361°N 130.54139°E